# Uloborus filinodatus
Espèce
Uloborus filinodatus est une espèce d'araignées aranéomorphes de la famille des Uloboridae.

## Distribution
Cette espèce est endémique du Guyana.

## Publication originale
- Hingston, 1932 : Araneae. A naturalist in the Guiana forest, London, p. 363-377.